# Naft Téhéran Football Club
Maillots
Le Naft Téhéran Football Club (en persan : باشگاه فوتبال نفت تهران), plus couramment abrégé en Naft Téhéran, est un club iranien de football fondé en 1950 et basé à Téhéran, la capitale du pays.
Le propriétaire du club est la National Iranian Oil Company.

## Palmarès
| Compétitions nationales |
| - Coupe d'Iran (1) : - Vainqueur : 2017. - Finaliste : 2015. - Championnat d'Iran de deuxième division (1) : - Champion : 2009-2010. |

## Personnalités du club

### Présidents
- Mansoor Ghanbarzadeh

### Entraîneurs
| #  | Nom                  | Période     |
| -- | -------------------- | ----------- |
| 1  | Hamid Shirzadegan    | 1975 – 1976 |
| 2  | Parviz Dehdari       | 1976 – 1980 |
| 3  | Aref Seyed Alikhani  | 1980 – 1988 |
| 4  | Nasser Faryadshiran  | 2003 – 2006 |
| 5  | Mehdi Dinvarzadeh    | 2006 – 2010 |
| 6  | Nader Dastneshan     | 2010        |
| 7  | Hossein Faraki       | 2010 – 2012 |
| 8  | Mansour Ebrahimzadeh | 2012 – 2013 |
| 9  | Yahya Golmohammadi   | 2013 – 2014 |
| 10 | Ali Reza Mansourian  | 2014 – 2017 |
| 11 | Ali Karimi           | depuis 2017 |

### Anciens joueurs
- Ahmad Alenemeh
- Ferreira
- Yahya Golmohammadi